# Перси, Джордж, 5-й герцог Нортумберленд
Джордж Перси, 5-й герцог Нортумберленд (англ. George Percy, 5th Duke of Northumberland; 22 июня 1778 — 22 августа 1867) — британский аристократ и политик-тори. Он именовался лордом Ловейном в 1790—1830 годах и был известен как граф Беверли в 1830—1865 годах. Он служил капитаном йоменской гвардии под командованием сэра Роберта Пила в 1842—1846 годах. Он унаследовал титул пэра 12 февраля 1865 года, после смерти своего бездетного двоюродного брата Элджернона Перси, 4-го герцога Нортумберленда.

## Предыстория
Родился 22 июня 1778 года в Лондоне. Старший сын Элджернона Перси, 1-го графа (1750—1830), второго сына Хью Перси, 1-го герцога Нортумберленда (1715—1786). Его матерью была Сьюзен Изабелла Баррелл (1750—1812), дочь британского политика и адвоката Питера Баррелла (1724—1775). Элджернон Перси, преподобный Хью Перси (епископ Рочестера и Карлайла), Джоселин Перси и Уильям Генри Перси были его младшими братьями. Он получил образование в колледже Святого Иоанна, Кембридж, окончив его с магистром искусств в 1799 году.

## Политическая карьера
Нортумберленд был возвращен в Палату общин Великобритании для гнилого района Бер-Олстон в 1799 году. Был членом Палаты общин до 1830 года, когда он унаследовал графство своего отца и вошел в Палату лордов. С 1804 года он служил лордом казначейства в течение следующих двух лет. В январе 1842 года Джордж Перси стал членом Тайного совета Великобритании и был назначен капитаном йоменской гвардии (заместитель начальника кнута в Палате лордов) сэра Роберта Пила. Эту должность он занимал до падения правительства в 1846 году. В феврале 1865 года, в возрасте 86 лет, Джордж Перси унаследовал герцогский титул после смерти своего кузена Элджернона Перси, 4-го герцога Нортумберленда.
Нортумберленд был также президентом Королевского национального института спасательных шлюпок.

## Семья
22 июня 1801 года будущий герцог Нортумберленд женился на достопочтенной Луизе Стюарт-Уортли-Маккензи (? — 30 июня 1848), третьей дочери Джеймса Стюарта-Уортли-Маккензи (1747—1818) и Маргарет Каннингем (1745—1800). У супругов были следующие дети:
- Леди Луиза Перси (1802 — 23 декабря 1883) умерла незамужней
- Достопочтенный Элджернон Джеймс Перси (1803—1805), похоронен в Нортумберлендском склепе Вестминстерского аббатства[9]
- Достопочтенная Маргарет Перси (1805—1810), похороненная в Нортумберлендском склепе Вестминстерского аббатства[9]
- Достопочтенный Генри Элджернон Питт Перси (1806—1809), похоронен в Нортумберлендском склепе Вестминстерского аббатства[9]
- Достопочтенная Элис Перси (1809—1819)
- Элджернон Джордж Перси, 6-й герцог Нортумберленд (20 мая 1810 — 2 января 1899)
- Лорд Джоселин Уильям Перси (17 июля 1811 — 25 июля 1881), консервативный политик, женился на Маргарет Дэвидсон (? — 1885)
- Леди Маргарет Перси (1813 — 16 мая 1897), замужем за Эдвардом Литтлтоном, 2-м бароном Хазертоном (1815—1888)
- Генерал Лорд Генри Хью Манверс Перси (22 августа 1817 — 3 декабря 1877), военный и политик, умер неженатым.

Луиза, графиня Беверли, умерла в июне 1848 года. Герцог Нортумберленд пережил ее на 19 лет и умер в августе 1867 года в возрасте 89 лет. Он был похоронен в Нортумберлендском склепе в Вестминстерском аббатстве, а герцогство унаследовал его старший оставшийся в живых сын Элджернон Перси, 6-й герцог Нортумберленд.

## Титулы
- 5-й герцог Нортумберленд (с 12 февраля 1865)
- 5-й граф Перси (с 12 февраля 1865)
- 3-й Лорд Ловайн, барон Алник, графство Нортумберленд (с 21 октября 1830)
- 8-й баронет Смитсон из Станвика, графство Йоркшир (с 12 февраля 1865)
- 2-й граф Беверли, графство Йоркшир (с 21 октября 1830).